# Sal de diazonio

Catión bencenodiazonio.

Las sales de diazonio son un grupo de compuestos orgánicos cuya estructura general es R−N2+X−, donde R puede ser cualquier residuo orgánico, un alquilo o un arilo, y X− habitualmente un anión haluro. Las sales de diazonio alifáticas son muy inestables y no tienen aplicación práctica. En cambio, históricamente, las sales de diazonio aromáticas, más estables, se han mostrado como importantes intermedios en la síntesis de colorantes.

## Síntesis de sales de diazonio aromáticas
El método más importante de preparación de las sales de diazonio aromáticas es el tratamiento de aminas aromáticas primarias, como por ejemplo la anilina, con nitrito de sodio en presencia de un ácido mineral, por ejemplo ácido clorhídrico. En solución acuosa estas sales son inestables a temperaturas superiores a los 5 °C, por lo que se emplea un baño de hielo durante la síntesis. A este proceso se le conoce como diazotación. No son aisladas y se emplean una vez preparadas inmediatamente "in situ".

### Mecanismo
De forma muy simplificada:
- Generación del catión nitrosonio (varios pasos):

NaNO2 + 2HCl → NO+ + Na+ + 2Cl− + H2O
- Ataque electrófilo por parte del catión nitrosonio sobre el grupo amino que conlleva la formación del catión diazonio (varios pasos):

Ar−NH2 + NO+ → Ar−N2+ + H2O

## Reacciones de las sales de diazonio aromáticas
- La reacción más importante de las sales de diazonio aromáticas es el acoplamiento diazoico con compuestos aromáticos activados, por ejemplo anilinas y fenoles, en sustituciones electrófilas aromáticas, dando lugar a los colorantes azoicos (azocompuestos).

- Reacciones de sustitución del nitrógeno por halógenos tienen lugar en la reacción de Sandmeyer y en la reacción de Schiemann.

## Aplicaciones
El primer uso de las sales de diazonio fue el de producir telas teñidas con coloración resistente al agua, mediante la inmersión de la tela en una solución acuosa de la sal de diazonio tras haberlo sido en una solución del componente de acoplamiento, en lo que sería una aplicación práctica de la reacción de acoplamiento diazoico.
Las sales de diazonio son sensibles a la luz y se descomponen bajo luz ultravioleta o en el UV cercano. Esta propiedad condujo a su uso en el copiado o reproducción de documentos. En este proceso, el papel o película de plástico eran recubiertos con una sal de diazonio. Tras ser expuestos a la luz en contacto directo con el documento original (translúcido), en las zonas no expuestas la sal de diazonio residual se convertía en un colorante azoico mediante una solución acuosa del componente de acoplamiento. Un proceso más común usaba un papel recubierto con la sal de diazonio, el componente de acoplamiento y un ácido para inhibir la reacción; tras la exposición a la luz, la imagen se revelaba empleando el vapor de una mezcla de agua con amoníaco, lo que forzaba el acoplamiento.